# Вакуленко Костянтин Миколайович
Вакуленко Костянтин Миколайович (нар. 22 січня 1930, с. Синява, Рокитнянський район, Київська область) — фахівець у галузі електромеханіки, доктор технічних наук (1986), професор (1990).

## Біографія
Закінчив Київський політехнічний інститут (1952).
Працював на виробництві (1952–54) та викладач технічного училища (1955—1958) у м. Кемерово.
З 1958 року викладав — у Національному технічному університеті України «Київський політехнічний інститут». У 2000 р. обійняв посаду професора кафедри електромеханіки.
Наукові дослідження: оптимізація режимів, проектування та забезпечення надійності електромеханічних систем.

## Праці
- Электропередача автономных установок на переменном токе. К., 1970;
- Оптимизация режимов асинхронных машин с помощью V-образных характеристик // Электричество. 1989. № 5;
- Оптимизация режимов машины двойного питания при частотном управлении // ТЭ. 1996. № 1 (співавт.);
- Методика расчета безопасности межвитковой изоляции сыпных обмоток асинхронных двигателей // Энергетика: экономика, технологии, экология. 2001. № 2 (співавт.).